# Brasilorhynchites ultramarinus
Brasilorhynchites ultramarinus is een keversoort uit de familie Rhynchitidae. De wetenschappelijke naam van de soort is voor het eerst geldig gepubliceerd in 1839 door Gyllenhal.